# Peter Gunterberg
Peter Gösta Tomas Gunterberg, detto Petzi (Stoccolma, 17 febbraio 1956), è un ex cestista svedese.

## Carriera
Dal 1977 al 1982 ha militato nell'Alvik. Con la Svezia ha disputato i Giochi di Mosca 1980.